# The Fragile Art of Existence
The Fragile Art Of Existence – album amerykańskiej grupy muzycznej Control Denied. Wydawnictwo ukazało się 13 maja 1999 roku nakładem Nuclear Blast. Muzyka na nim zawarta to metal progresywny, w którym słychać również power metal i dźwięki typowe dla innego zespołu lidera grupy Chucka Schuldinera - Death. Pojawiają się również wpływy jazzu, szczególnie w stylu gry na gitarze.
W 2008 roku Metal Mind Productions wydała zremasteryzowany The Fragile Art of Existence na złotym dysku w formie digipacku, w limitowanej edycji do 2000 kopii.

## Lista utworów
1. „Consumed” (muz. i sł. Schuldiner) – 7:24
2. „Breaking the Broken” (muz. i sł. Schuldiner) – 5:41
3. „Expect the Unexpected” (muz. i sł. Schuldiner) – 7:18
4. „What If...?” (muz. i sł. Schuldiner) – 4:30
5. „When the Link Becomes Missing” (muz. i sł. Schuldiner) – 5:17
6. „Believe” (muz. i sł. Schuldiner) – 6:10
7. „Cut Down” (muz. i sł. Schuldiner) – 4:50
8. „The Fragile Art of Existence” (muz. i sł. Schuldiner) – 9:38

## Twórcy
- Tim Aymar – śpiew
- Chuck Schuldiner – gitara elektryczna, produkcja muzyczna
- Shannon Hamm – gitara elektryczna
- Steve DiGiorgio – gitara basowa
- Richard Christy – perkusja
- Jim Morris – produkcja muzyczna, inżynieria, miksowanie i mastering
- Travis Smith – prace artystyczne i logo
- Alex McKnight – fotografie zespołu